# Poulton-with-Fearnhead
Poulton-with-Fearnhead est une paroisse civile du Cheshire, en Angleterre.